# 伯恩森
伯恩森（德語：Börnsen）是德国石勒苏益格－荷尔斯泰因州的一个市镇。总面积8.42平方公里，总人口4160人，其中男性2051人，女性2109人（2011年12月31日），人口密度494人/平方公里。